# Australluma
Australluma là chi thực vật có hoa trong họ Apocynaceae.

## Các loài
- Australluma peschii (N.E.Br.) Plowes, 1995